# Lac de Zurich
Ne doit pas être confondu avec Lake Zurich.

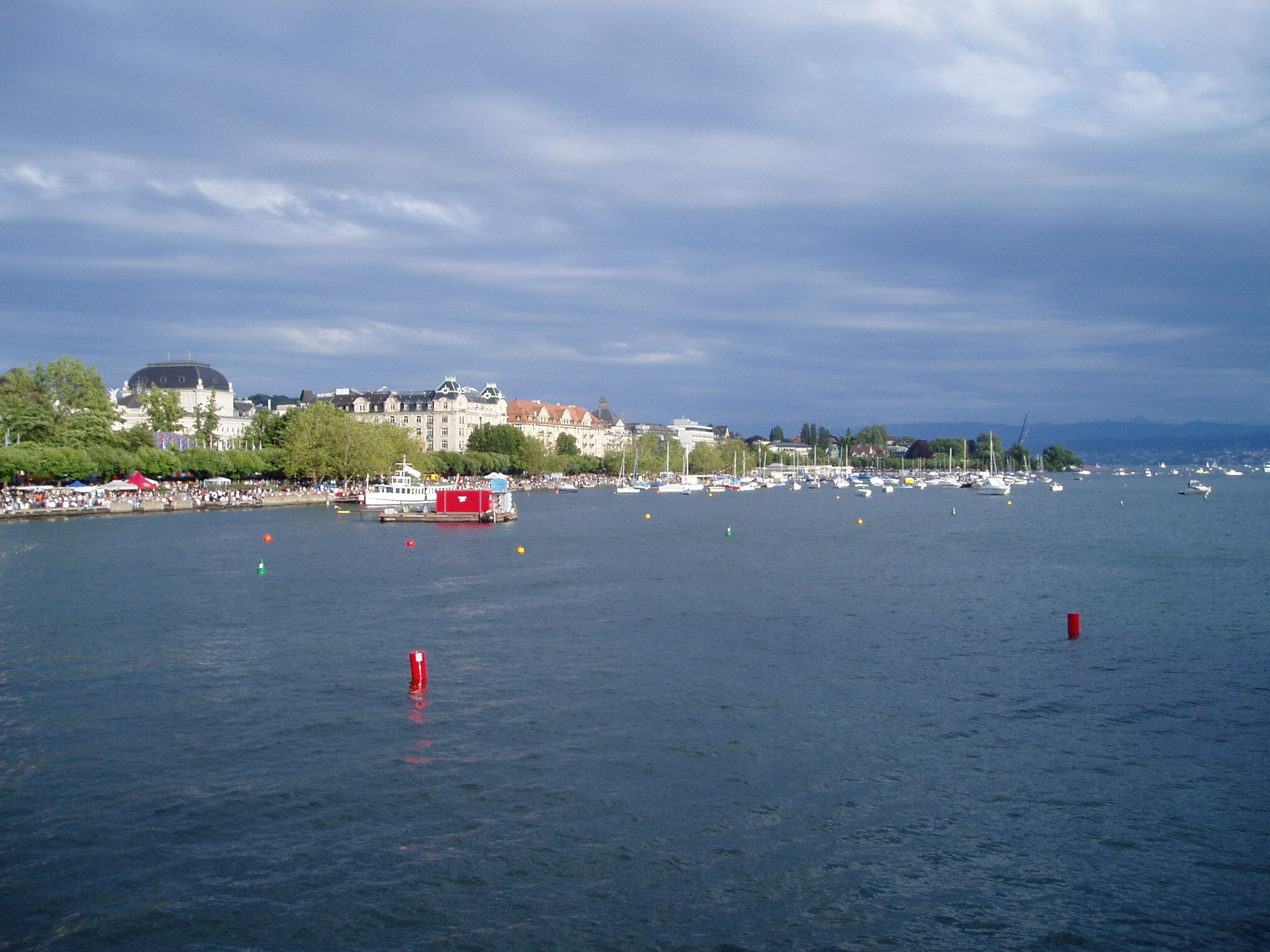
Vue du lac depuis le Bürkliplatz à Zurich.

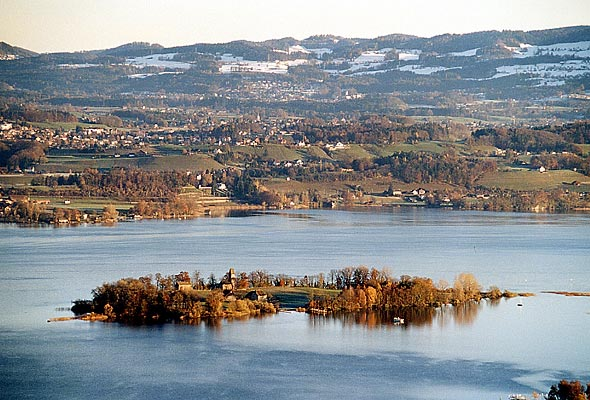
Le lac de Zurich et l'île d'Ufenau, la plus grande île de Suisse.

Le lac de Zurich (en allemand Zürichsee, en zurichois Zürisee) est un lac suisse qui se trouve au sud-est de la ville de Zurich. Il est bordé par les cantons de Zurich, Schwytz et Saint-Gall.

## Géographie
Son principal affluent est la Linth. Le lac de Zurich a la forme d'une banane de 42 km de long. Il s'est formé après la dernière glaciation quand la Linth a été arrêtée par une moraine. Il se compose de deux parties, séparées par une presqu'île, la péninsule Hurden, qui entraîne un fort rétrécissement de la largeur du lac, en face de Rapperswil :
- la première partie du lac s'étend de Schmerikon à l'extrémité sud-est jusqu'à Rapperswil. On l'appelle l’Obersee (le « haut-lac »). Sa longueur est de 14 km ;
- la deuxième partie, de Rapperswil en face de la péninsule Hurden jusqu'à Zurich à l'extrémité nord-ouest, a une longueur de 28 km.

Jusqu'au Moyen Âge, le lac de Zurich avait une troisième partie au sud-est, appelée lac de Tuggen, du nom du village tout proche de Tuggen. Aujourd'hui, cette partie est comblée.
Entre Stäfa et Richterswil, il est large de 3,85 km, soit un peu moins que sa plus grande largeur, située entre Stäfa et Wollerau. Sa profondeur maximale est de 136 mètres (entre Herrliberg et Oberrieden) et sa profondeur moyenne de 44 m. Son périmètre est de 87,6 km. En face de Richterswil se trouve l'île de Schönenwerd.
En face de Rapperswil, près de la péninsule Hurden, il y a deux îles : Ufenau habitée et Lützelau, inhabitée et protégée comme réserve naturelle.
Autrefois, une passerelle de pèlerinage menait de Rapperswil à l'autre côté du lac, à Pfäffikon SZ. De là, le col de l'Etzel allait à Einsiedeln. Cette route fait partie du pèlerinage de Saint-Jacques-de-Compostelle. En 2001, la passerelle a été reconstruite et propose un itinéraire très apprécié par les randonneurs. Les deux côtés du lac sont reliés par un ferry entre Horgen et Meilen ; mais aussi par le barrage artificiel du lac entre Rapperswil et Pfäffikon avec son chemin de fer et son autoroute.
Dans le lac de Zurich ou au long de ses rives, on a fait quelques découvertes historiques comme des restes des vestiges d'habitations lacustres et des objets préhistoriques. On trouvait aussi des pièces de monnaie et des armes perdues par les utilisateurs de la passerelle historique.
Le lac de Zurich a gelé pour la dernière fois pendant l'hiver 1962/63. Le gel du lac (Seegfrörni en suisse allemand) est un évènement rare qui attire des milliers de gens.

## Navigation
Le lac de Zurich possède deux flottes exploitant des lignes régulières :
- la Zürichsee-Schiffahrtsgesellschaft (ZSG) exploite des navires pour le transport de passagers[2] ;
- la Zürichsee-Fähre Horgen-Meilen AG fait naviguer des bacs entre Horgen et Meilen[3].

## Pêche
Il est possible de pêcher dans le lac de Zurich ; même gratuitement sous certaines conditions.